# Dreieck Südharz
Dreieck Südharz is een knooppunt in de Duitse deelstaat Saksen-Anhalt.
Op dit sluit de A71 vanaf Dreieck Werntal aan op de A38 Dreieck Drammetal-Dreieck Parthenaue.

## Geografie
Het knooppunt ligt in de steden Allstedt und Sangerhausen in de Landkreis Mansfeld-Südharz aan de zuidrand van de Harz, de stadsdelen Oberröblingen en Niederröblingen van Allsted.
Het knooppunt ligt ongeveer 95 km ten oosten van Göttingen, ongeveer 55 km noorden van Erfurt en ongeveer 45 km ten westen van Halle. Enkele kilometers ten zuiden van het knooppunt ligt de grens tussen met Thüringen.
Het knooppunt ligt aan de rand van de natuurgebieden Saale-Unstrut-Triasland en Kyffhäuser met het Kyffhäuserdenkmal.

## Geschiedenis
Het knooppunt werd na een bouwperiode van 3 jaar, op 29 April 2013 samen met de A71 tot de afrit Heldrungen geopend voor het verkeer. De A 38 werd hier reeds in 2002 opengesteld voor het verkeer. De voorbereidingen voor het knooppunt werden tegelijkertijd met bouw van de A38 getroffen, door de bouw van het viaduct voor het knooppunt.

## Configuratie
Rijstrook
Nabij het knooppunt hebben beide snelwegen 2x2 rijstroken.
Alle verbindingswegen hebben één rijstrook.
Knooppunt
Het is een trompetknooppunt.

## Verkeersintnesiteiten
Er zijn nog geen representatieve verkeersintensiteiten beschikbaar. De A38 telde in 2005 10.700 voertuigen per etmaal, maar was nog niet volledig opengesteld. In 2010 reden 19.700 voertuigen ter hoogte van het knooppunt over de A38.

## Richtingen knooppunt
| Aansluitende wegen                     | Aansluitende wegen | Aansluitende wegen | Aansluitende wegen | Aansluitende wegen                   |
| -------------------------------------- | ------------------ | ------------------ | ------------------ | ------------------------------------ |
| richting Nordhausen / Kassel Göttingen |                    |                    |                    |                                      |
|                                        |                    |                    |                    |                                      |
|                                        |                    |                    |                    |                                      |
|                                        |                    |                    |                    |                                      |
| richting Erfurt / Schweinfurt          |                    |                    |                    | richting Halle / Maagdenburg Leipzig |

## Weblinks
- Fakten zur Teilstrecke Dreieck Südharz – Erfurt-Bindersleben[dode link] bei autobahngeschichte.de